# Ruy João Marques
Ruy João Marques (Recife, 18 de janeiro de 1917 – 12 de junho de 1993) foi um médico brasileiro.
Graduado em medicina pela Faculdade de Medicina da Bahia, doutorado em medicina pela Universidade Federal de Pernambuco. Fundador da Academia Pernambucana de Medicina em 1970, foi eleito membro da Academia Nacional de Medicina em 1988, sucedendo José Augusto Barbosa de Aguiar na Cadeira 12, que tem Pedro de Almeida Magalhães como patrono.